# ISO 3166-2:CC
ISO 3166-2:CC è il sottogruppo dello standard ISO 3166-2 riservato al territorio australiano delle Isole Cocos.
Lo standard ISO 3166-2, seconda parte dello standard ISO 3166, pubblicato dall'Organizzazione internazionale per la normazione (ISO), è stato creato per codificare i nomi delle suddivisioni territoriali delle nazioni e delle aree dipendenti codificate nello standard ISO 3166-1.
Attualmente, nello standard ISO 3166-2 non è stato definito nessun codice per le Isole Cocos, il cui territorio non ha suddivisioni definite.
Il codice ISO 3166-1 alpha-2 ufficialmente assegnato al territorio delle Isole Cocos è CC.